# Jon Dunbar
Pour les articles homonymes, voir Dunbar (homonymie).
Pas d'image ? Cliquez ici

a Compétitions nationales et continentales officielles uniquement.

b Matchs officiels uniquement.
Dernière mise à jour le 13 octobre 2013.
Jonathon Peter A. Dunbar dit Jon Dunbar, né le 4 avril 1980 à Wegberg, est un joueur écossais de rugby à XV évoluant au poste de troisième ligne.

## Statistiques en équipe nationale
- 2 sélections avec l'Écosse
- Sélections par année : 2 en 2005